# Winkelmessung
Bei der Winkelmessung wird mit Hilfe technischer Einrichtungen ermittelt, in welchem Winkel zwei Geraden oder zwei sonstige Richtungen zueinander stehen.
Der vorliegende Artikel bietet eine Übersicht der Wirkprinzipien. Ausführliche Beschreibungen stehen in den verlinkten Artikeln, während unter Messgerät und Richtungsmessung mehrere genaue Messinstrumente und notwendige Bezugsrichtungen behandelt werden.

## Drehwinkelmessung

### Ablesen an einer Skala
Oft werden Winkel wie bei einem konventionellen Winkelmesser nach manueller Einstellung  abgelesen. Je größer der Radius der Skala ist, umso genauer kann der Winkel abgelesen werden.

### Opto-elektronische Abtastung einer Codescheibe
Auf einer Glasscheibe sind Markierungen aufgebracht, die optisch gelesen werden. Hiermit können sehr hohe Genauigkeiten erreicht werden.
- Der Absolutwertgeber zeigt sofort den Winkel an.
- Der Inkrementalgeber misst die Differenz zweier Winkel. Wenn ein Nullimpuls vorhanden ist, kann er nach einer Umdrehung den absoluten Winkel anzeigen.

### Erfassen der Lage eines drehenden Magnetfeldes
Unempfindlicher für Schmutz, aber nicht so genau wie die opto-elektronische Abtastung sind magnetische Verfahren:
- Magnetfeldsensoren erfassen die Lage eines Dauermagneten oder eines Polrades.
- Resolver wurden früher an Servomotoren verwendet. Sie werten zwei um 90° versetzte Wechselspannungen analog aus.

### Spannungsteiler
Ein Potentiometer wandelt einen Winkel sehr einfach in ein analoges Messsignal um. Nachteilig ist der Verschleiß durch die Reibung des Schleifers. 

### Berechnung durch Integration der Winkelgeschwindigkeit
Faserkreisel nutzen das Prinzip des Sagnac-Interferometers. Das Gerät muss vorher genullt werden. Die Winkelgeschwindigkeit wird durch Phasenverschiebung von im Kreis geleiteten Laserstrahlen gemessen. Durch mathematische Integration wird der Winkel berechnet.

### Berechnung über die Zeit
Die Zeit, die eine rotierende Nocke für den zu messenden Winkel benötigt, wird mit der Zeit für eine Umdrehung verglichen. Während der Messung darf sich der Winkel nicht ändern.

## Feste Winkel messen
Zusätzlich zu den oben genannten Wirkprinzipien gibt es bei festen Winkel noch folgende Möglichkeiten:

### Berechnung aus der gemessenen Position
Wenn die Position einer Geraden an zwei Punkten gemessen wird, lässt sich ihr Winkel berechnen. Dieses Prinzip nutzt:
- das Koordinatenmessgerät bei der Werkstückprüfung;
- die Messbildkamera bei der Photogrammetrie;
- der Autokollimator, bei dem über den Versatz des Autokollimationsbildes die Änderung der Winkellage eines Spiegels bestimmt wird;
- die Winkelmessung mit dem Laserinterferometer: Die Differenz der Länge zweier paralleler Laserstrahlen wird in einen Winkel umgerechnet;
- die nautische Deckpeilung und das Alignement.

### Lehren
Diese Geräte dienen zur Kontrolle und dem Übertragen von Winkel:
- fester Winkel, auch in der Variante als Anschlagwinkel
- Sinuslineal, genauer, über Längenmaße einstellbarer Winkel
- Schmiege, durch Klemmen zweier Schenkel einstellbarer Winkel
- Pitchlehre, zur Einstellung des Rotor-Anstellwinkels im Hubschrauber-Modellbau

## Neigungsmessung

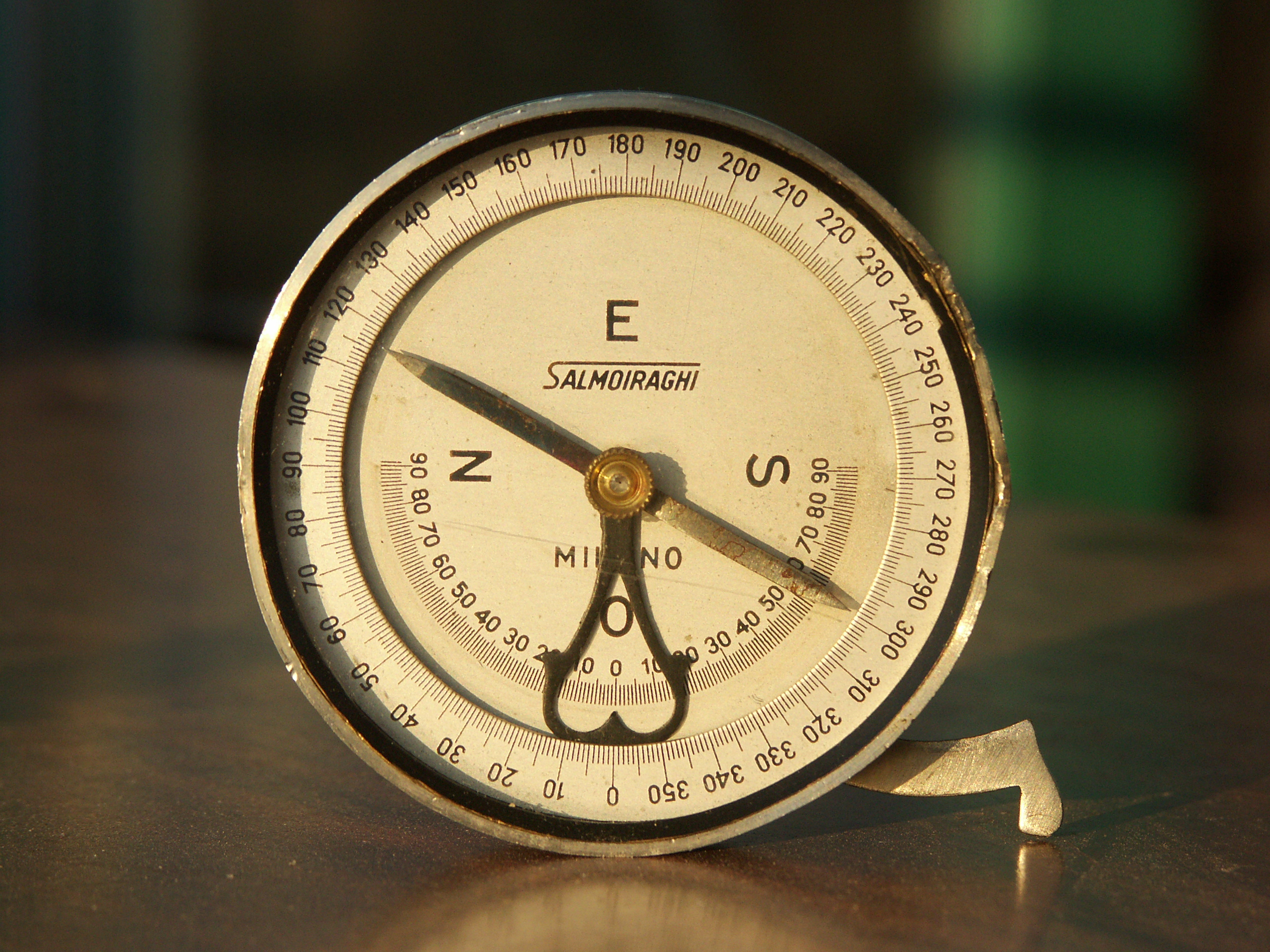
Kompass mit Neigungsmesser

Winkelmessgeräte mit Bezug zur Erdoberfläche, Neigungsmesser messen die Abweichung von der Horizontalen oder Lotrichtung. Sie haben oft nur einen geringen Messbereich. Der Bezugswinkel ist immer das Erdschwerefeld.

### Manuelles Ablesen
- Das Lot misst die Senkrechte.

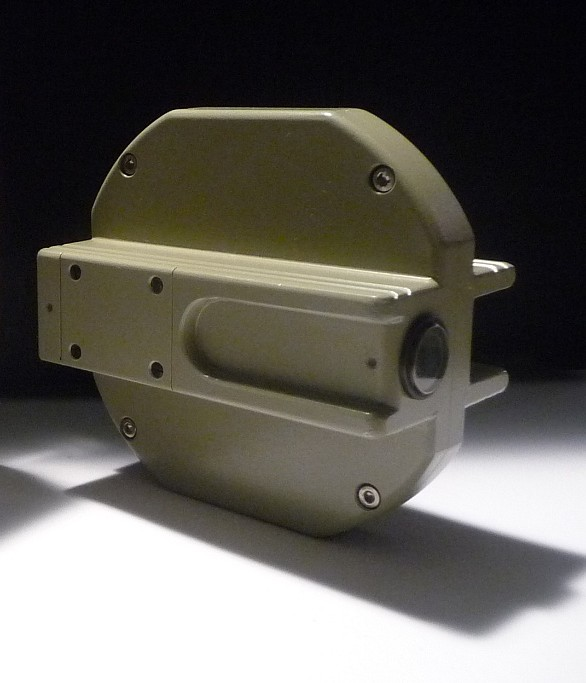
Handgefällmesser Necli

- Das Merchet ist ein altägyptischer Neigungsmesser.
- Ein Gefällemesser (Namensvariationen: Gefällmesser, Gefällsmesser, Handgefällmesser, Handgefällsmesser, Handgefällemesser) ist ein kleines optisches Instrument, das im Wesentlichen aus einem Visier (Zielvorrichtung) und einem flüssigkeitsgedämpften Pendelkörper mit Winkelmesser besteht.
- Mit der historischen Setzwaage wurde mit dem Lot auch die Waagerechte bestimmt.
- Das Skoliometer misst mit einer Kugel in einer gebogenen Röhre den Neigungswinkel der Rückenoberfläche.
- Die Wasserwaage nutzt das Prinzip der waagrechten Oberfläche einer Flüssigkeit. Eine Luftblase in der Röhrenlibelle zeigt den Neigungswinkel in Längsrichtung an, eine Dosenlibelle in beiden Richtungen

Hochpräzise Libellen dieses Prinzips sind Hänge- und Reiterlibelle.
- Der Quecksilberhorizont nutzt das Prinzip der waagrechten Oberfläche einer Flüssigkeit für eine Reflexion des Messstrahles.
- Geräte aus der Geodäsie und Astronomie siehe unten.

### Elektronische Neigungsmesser
Die Oberfläche einer Flüssigkeit richtet sich immer waagerecht aus. Die Lage der Flüssigkeit wird berührungslos abgetastet. Folgende Wirkprinzipien sind möglich:
Flüssigkeitshorizont
Beim Höhenkompensator: Ein Lichtstrahl wird schräg auf die Oberfläche einer transparenten Flüssigkeit gelenkt. Die Lage des reflektierten Lichtstrahles wird mit optischen Sensoren erfasst.
Kapazitive Flüssigkeitsneigungssensoren
Eine dielektrische Flüssigkeit ist zwischen zwei senkrecht stehenden Platten in einem halbrunden Gefäß eingeschlossen. Wird das Gefäß gedreht, verändert sich die Kapazität linear zum Winkel. Diese Kapazitätsänderung wird elektronisch in ein Ausgangssignal gewandelt.
Elektrolytlibelle
In die mit Elektrolyt gefüllte Libelle sind eine Elektrode in der Mitte und zwei Elektroden am Rand eingelassen. Beim Kippen des Gefäßes ändert sich die Leitfähigkeit. Dies wird mit einer Wechselspannung ausgewertet. Für zweiachsige Sensoren wird eine Dosenlibelle mit fünf Elektroden verwendet. Die Elektroden sind wie die fünf Punkte eines Spielwürfels angeordnet.
Widerstandsmessung (Magnetoresistiv)

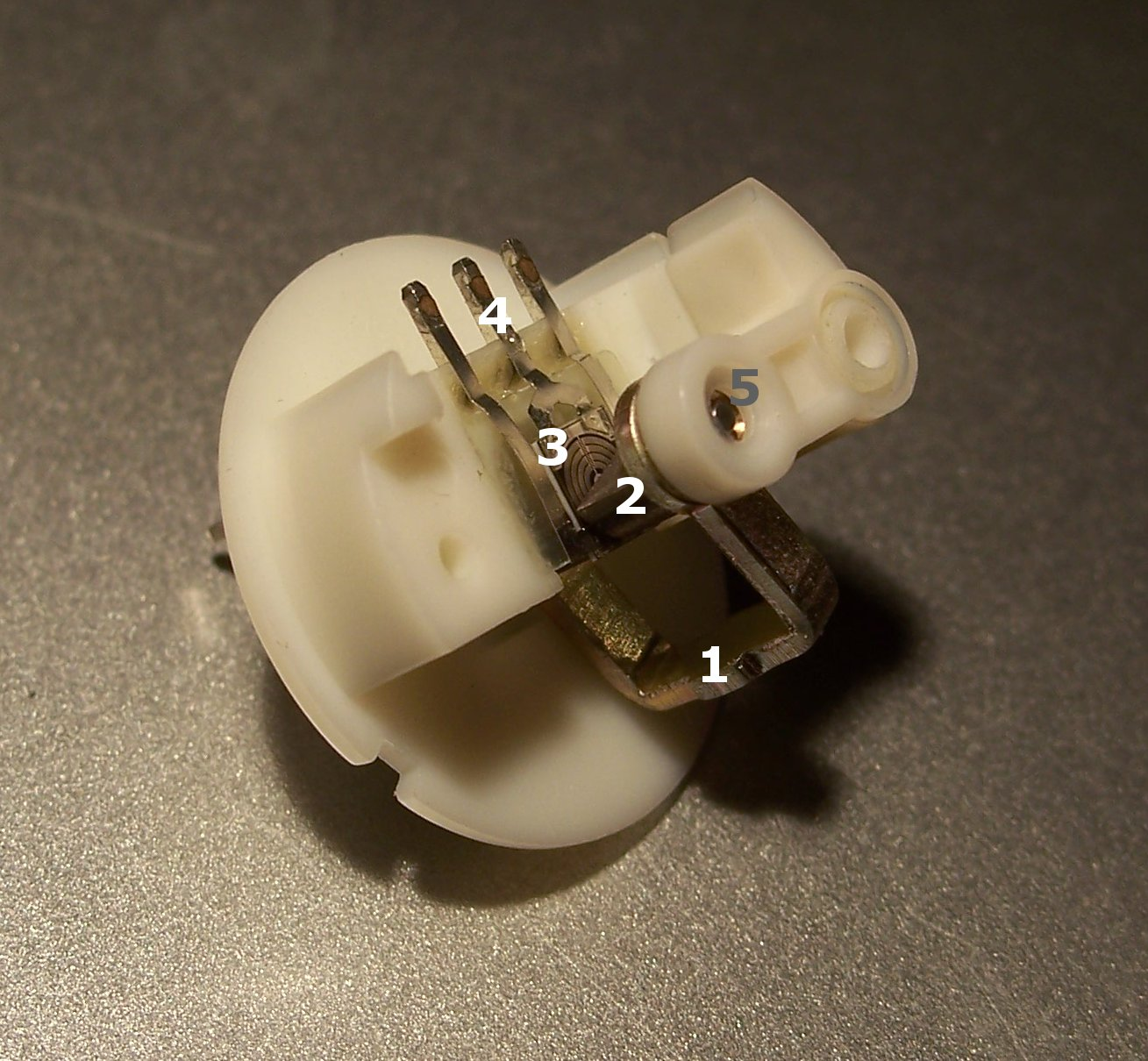
Magnetoresistiver Neigungsmesser
1: Gewicht, 2: Gebermagnet, 3: MR-Widerstände, 4: Anschlüsse

Ein an einem Gewicht angebrachter Magnet wirkt auf einen Spannungsteiler aus magnetoresistiven Widerständen. Anhand der Änderung der Widerstandsverhältnisse kann die Neigung direkt gemessen werden.
Widerstandsmessung (Quecksilber)
In ein mit einer leitfähigen Flüssigkeit wie Quecksilber gefülltes Gefäß ist eine Widerstandsbahn montiert. Wird der Behälter geneigt, so taucht die Widerstandsbahn verschieden stark in die leitfähige Flüssigkeit ein und überbrückt deren Anteil am Widerstand. Der messbare Widerstand ändert sich in Abhängigkeit von der unbenetzten Länge.
Thermisches Prinzip
Die Verstimmung einer Sensorbrücke durch ein aufsteigendes erhitztes Gas in einer Miniatur-Messkammer wird genutzt.

## Richtungsmessung
Wenn sich die Messung eines Horizontalwinkels auf geografisch oder magnetisch Nord bezieht, spricht man von Richtungsmessung. Sie ergibt orientierte Messstrahlen oder Kurse in einem definierten Bezugssystem. Zusammen mit einer Entfernungsmessung dient sie zur Ortung von Fahrzeugen und anderen Objekten, in der Geodäsie und Geometrie zur Festlegung eines Punktes in einem Koordinatensystem.
Die Bezugsrichtung Norden finden die Winkelmessgeräte auf folgende Weise:

### Geografisch Nord
- aus einer Landkarte oder mit Vermessungspunkten
- durch astronomische Azimutmessung (mit Sonne, Polarstern oder Navigationssternen)
- mit dem Kreiselkompass bzw. der Präzessionsbewegung eines Kreisels

### Im Magnetfeld der Erde
- Magnetkompass
- Fluxgate-Magnetometer, elektronische Messung der Magnetfeldlinien

### Sonstige Bezugsrichtungen
- Wendezeiger und Kurskreisel bei Flugzeugen (Messung relativ zur Längsachse)
- Peilung und Deckpeilung in der Nautik (bezüglich des Kurses)
- Theodolit bei der Einmessung von Maschinenachsen, bei Trassierungen etc.
- Sternsensor und Kreiselstabilisierung in der Raumfahrt.

## Instrumente der Geodäsie und Astronomie
Mit historischen Geräte wie Astrolabium und Jakobsstab oder dem Quadranten wurde noch freiäugig (ohne Zielfernrohr) gemessen. Man konnte damit Genauigkeiten von 0,1° bis maximal 0,02° (Tycho Brahe) erreichen. Ab etwa 1660 wurde das 50 Jahre zuvor erfundene Fernrohr zunehmend in Messinstrumente eingebaut, womit eine 100- bis 1000-mal höhere Genauigkeit möglich wurde.
- Mit dem Sextanten misst man vor allem Höhenwinkel. Er wird frei in der Hand gehalten und deshalb bei der astronomischen Navigation auf Schiffen verwendet. Die doppelte Reflexion stabilisiert die Zusammenspiegelung von Gestirn und Horizont auch bei schwankendem Boden.
  - Zur Messung von Horizontalwinkeln (terrestrische Navigation) wird der Sextant waagrecht gehalten.
 Die drei nächsten Instrumente müssen mit Libellen horizontiert (ausgerichtet) werden und während der Messung feststehen.
- Der Theodolit misst Höhenwinkel und Horizontalrichtung
- Das Tachymeter misst Höhenwinkel, Horizontalrichtung und Entfernung zum Zielpunkt
- Das Passageninstrument wird zum Meridian ausgerichtet und dient zur genauen Messung von Sternörtern.

Kleine Winkeldifferenzen misst das Heliometer, indem durch Kippen einer geteilten Linse zwei Bilder zur Deckung gebracht werden.
Die Lotrichtung kann mit dem Zirkumzenital oder einem Prismenastrolab ermittelt werden, indem Sterndurchgänge durch das Gesichtsfeld eines Fernrohrs gemessen werden. Das transportable Ni2-Astrolab erreicht eine Genauigkeit bis ±0,2″, das weniger transportable Danjon-Astrolab bis ±0,05″.